# Microphysogobio tungtingensis
Microphysogobio tungtingensis är en fiskart som först beskrevs av Nichols 1926.  Microphysogobio tungtingensis ingår i släktet Microphysogobio och familjen karpfiskar. IUCN kategoriserar arten globalt som nära hotad. Inga underarter finns listade i Catalogue of Life.